# Marie Lloyd
Matilda Alice Victoria Wood (Londres, 12 de febrero de 1870-Londres, 7 de octubre de 1922), conocida profesionalmente como Marie Lloyd, fue una cantante británica de music hall y actriz de teatro de comedia y musical. Fue famosa por sus interpretaciones de canciones como «The Boy I Love Is Up in the Gallery», «My Old Man (Said Follow the Van)» y «Oh Mr Porter What Shall I Do». Recibió tanto críticas como elogios por su utilización de insinuaciones y frases con doble sentido durante sus actuaciones, pero disfrutó de una larga y próspera carrera, durante la cual fue conocida cariñosamente como la «Reina del music hall».
Actuó por primera vez en el Eagle Tavern en Hoxton. En 1884 hizo su debut profesional como Bella Delmere; cambió su nombre artístico a Marie Lloyd al año siguiente. En 1885 tuvo éxito con su canción «The Boy I Love Is Up in the Gallery» y con frecuencia encabezó el cartel en prestigiosos teatros del West End de Londres. En 1891 fue contratada por el impresario Augustus Harris para actuar en la espectacular representación de ese año de la pantomima navideña Humpty Dumpty en el Teatro Real, en Drury Lane. Protagonizó otras dos producciones teatrales, Little Bo Peep (1892) y Robinson Crusoe (1893). A mediados de la década de 1890 mantenía disputas frecuentes con los censores de teatro de Gran Bretaña debido al «atrevido» contenido de sus canciones.
Entre 1894 y 1900, alcanzó el éxito internacional cuando realizó una gira por Francia, América, Australia y Bélgica con su actuación como única actriz en representaciones de teatro de variedades. En 1907 ayudó a otros artistas durante la disputa entre trabajadores y artistas del music hall frente a los empresarios y participó en manifestaciones de protesta para conseguir mejores salarios y condiciones laborales para los artistas. Durante la Primera Guerra Mundial, al igual que la mayoría de los artistas de variedades, apoyó el reclutamiento en las fuerzas armadas para colaborar con el esfuerzo bélico, y recorrió hospitales e instituciones industriales para ayudar a levantar la moral. En 1915, interpretó su única canción en tiempos de guerra, «Now You've Got Your Khaki On», que se convirtió en una de las favoritas entre las tropas de primera línea.
Mantuvo una turbulenta vida privada que a menudo fue objeto de atención de la prensa: se casó tres veces, se divorció dos veces y con frecuencia acabó dando testimonio en los juzgados contra dos de sus maridos que la habían maltratado físicamente. En sus últimos años todavía tenía mucha demanda en los teatros de variedades y tuvo un éxito tardío en 1919 con su interpretación de «My Old Man (Said Follow the Van)», que se convirtió en una de sus canciones más populares. Sufrió episodios de mala salud y se volvió dependiente del alcohol, lo que impuso restricciones a su carrera interpretativa en la década de 1920. En 1922 ofreció su última representación, en el Alhambra Theatre de Londres, durante la cual se sintió indispuesta en el escenario. Murió unos días después, a los 52 años de edad.

## Biografía

### Familia y primeros años

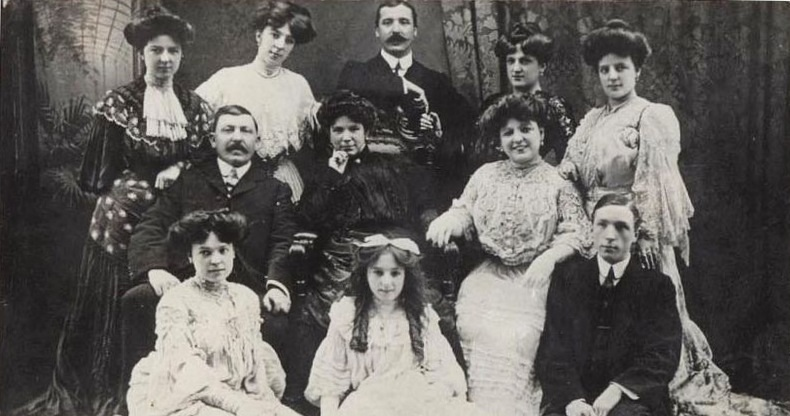
La familia Wood. (De izquierda a derecha) Fila superior: Daisy, Rosie, John, Grace, Alice. Central: John Wood (padre), Matilda (madre), Marie. Inferior: Annie, Maud, Sydney.

Nació el 12 de febrero de 1870 en Hoxton, Londres. Su padre, John Wood (1847-1940), era un arreglista de flores artificiales y camarero, y su esposa Matilda Mary Caroline, nacida Archer (1849-1931), era una modista y diseñadora de vestuario. Era la mayor de nueve hermanos y era conocida dentro del círculo familiar como Tilley. La familia Wood era respetable, trabajadora, y económicamente acomodada. Lloyd a menudo recibió consejos profesionales de su madre, que tenía gran influencia en la familia. Asistió a una escuela en Bath Street, Londres, pero no le gustó la educación formal y a menudo se dedicaba a jugar y a hacer novillos; con sus dos padres trabajando, ella adoptó un papel maternal con sus hermanos, ayudando a mantenerlos entretenidos, limpios y bien cuidados. Junto con su hermana Alice, organizó eventos en los que los niños Wood actuaron en la casa de la familia. Disfrutó de la experiencia de entretener a su familia y en 1879 decidió montar un grupo de minstrel llamado Fairy Bell troupe, compuesto por sus hermanos y hermanas.

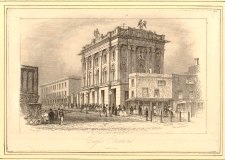
El Eagle Tavern, donde Lloyd's hizo sus primeras actuaciones en solitario.

El grupo hizo su debut en una misión en Nile Street, Hoxton, en 1880, seguida de una aparición en la Blue Ribbon Gospel Temperance Mission ese mismo año. Con vestuario realizado por Matilda, recorrieron doss-houses (locales que ofrecían alojamiento con servicios mínimos pero a precio muy económico) en East London, donde cantaban canciones sobre la templanza, mostrando a las personas los peligros del abuso del alcohol. Ansioso por mostrar el talento de su hija, John le consiguió un empleo no remunerado como cantante de mesa en el Eagle Tavern en Hoxton, donde él trabajaba como camarero. Entre las canciones que interpretó estaba «My Soldier Laddie». Además de sus actuaciones en el Eagle, Lloyd contribuyó brevemente a los ingresos familiares haciendo botas para bebés y, más tarde, plumas rizadas para hacer sombreros; no tuvo éxito en ninguno de los dos trabajos y fue despedida de este último después de ser sorprendida por el capataz bailando en las mesas. Regresó a casa esa noche y declaró que quería una carrera permanente en el escenario. Aunque estaban felices al verla actuando en su tiempo libre, sus padres inicialmente se opusieron a la idea de que apareciera en el escenario a jornada completa. Recordó posteriormente que cuando sus padres «vieron que no podían rechazar sus objeciones tan fuerte como [ella] podía patear [sus] piernas, con buen juicio llegaron a la conclusión de dejar que las cosas siguieran su curso y dijeron 'Bendita seas hija, haz lo que quieras'».

### Inicios profesionales y primer matrimonio

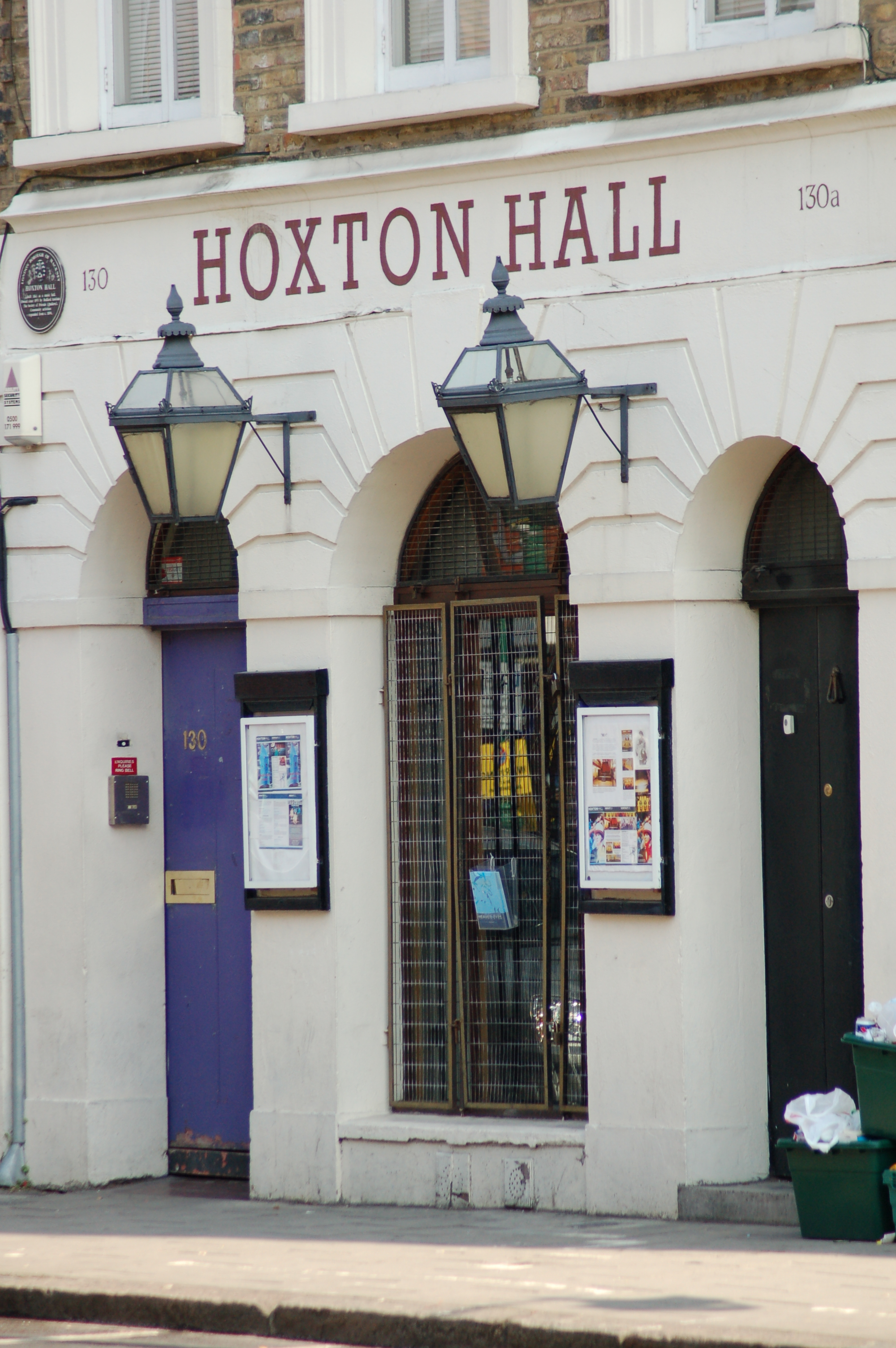
Hoxton Hall (antiguamente la Blue Ribbon Gospel Temperance Mission).

El 9 de mayo de 1885, a los 15 años de edad, hizo su debut en el escenario profesional en el music hall Grecian (en las mismas instalaciones que la Eagle Tavern), bajo el nombre de «Matilda Wood». Actuó en «In the Good Old Days» y «My Soldier Laddie», que fue un éxito y le conllevó un contrato en el music hall Sir John Falstaff en Old Street, donde cantó una serie de baladas románticas. Poco después eligió como nombre artístico Bella Delmere y apareció en el escenario con trajes diseñados por su madre. Sus actuaciones fueron un éxito, a pesar de que cantaba canciones de otros artistas sin su permiso, una práctica que le supuso la amenaza de un requerimiento por parte de uno de los artistas originales. Se propagaron noticias sobre su actuación; en octubre de ese año apareció en el music hall Collins en Islington (un distrito del Gran Londres), en una actuación especial para celebrar la remodelación del teatro, siendo la primera vez que actuaba fuera de Hoxton, y dos meses más tarde, participó en el Hammersmith Temple of Varieties y el Middlesex Music Hall en Drury Lane. El 3 de febrero de 1886, actuó en el prestigioso Sebright Music Hall en Bethnal Green, donde conoció a George Ware, un prolífico compositor de canciones de music hall. Ware se convirtió en su agente, y después de algunas semanas, comenzó a interpretar canciones compradas a compositores poco conocidos. A medida que crecía su popularidad, Ware sugirió que cambiara su nombre. Eligieron «Marie» por su sonido 'elegante' y 'ligeramente francés', y «Lloyd» se tomó de una edición del Lloyd's Weekly Newspaper.
Estrenó su nuevo nombre artístico el 22 de junio de 1886, con una aparición en el Falstaff Music Hall, donde llamó la atención con la canción «The Boy I Love Is Up in the Gallery» (escrita inicialmente para Nelly Power por el agente de Lloyd, George Ware). En 1887 su interpretación de la canción se había vuelto tan popular que tuvo mucha demanda en los teatros del West End de Londres, como el Oxford Music Hall, donde se destacó en el baile de falda. George Belmont, propietario del Falstaff, le consiguió un contrato en el Star Palace of Varieties en Bermondsey. Pronto comenzó a confeccionar su propio vestuario, una habilidad que aprendió de su madre y de la que hizo uso el resto de su carrera. Realizó una gira de un mes por Irlanda a principios de 1886, ganando 10 £ semanales, tras lo cual regresó a East London para actuar en, entre otros, el Sebright Music Hall, en Bethnal Green. El 23 de octubre el semanario The Era la consideró «una bella y pequeña corista que baila con gran brío y energía».

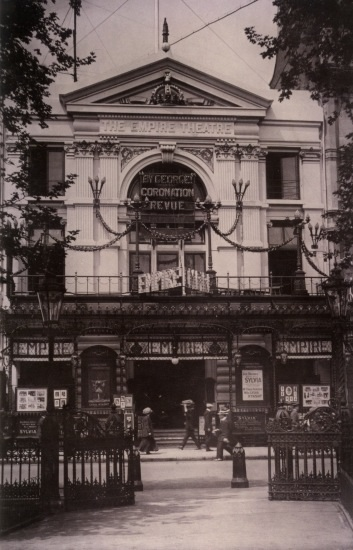
El Empire, Leicester Square, en 1911.

A finales de 1886 actuaba en varios salones por noche y ganaba 100 £ por semana. Ahora podía permitirse comprarle a compositores y escritores de music hall de renombre nuevas canciones, como «Harry's a Soldier», «She Has a Sailor for a Lover» o «Oh Jeremiah, Do not Go to Sea». En 1887 comenzó a mostrar su habilidad para la actuación espontánea saliéndose del guion y ganando reputación por sus actuaciones improvisadas. Fue durante este período cuando cantó por primera vez «Whacky-Wack» y «When you Wink the Other Eye», la canción en la que introdujo su famoso guiño al público. A diferencia de su público del West End, que disfrutaba de su humor tosco, sus actuaciones humorísticas que enfatizaban temas sexuales y que a menudo estaban llenas de insinuaciones no impresionaron al público del East End.
Mientras actuaba en el Foresters Music Hall en Mile End, conoció y comenzó a salir con Percy Charles Courtenay, un revendedor de entradas de Streatham, Londres. El cortejo fue breve y la pareja se casó el 12 de noviembre de 1887 en St John the Baptist, Hoxton. En mayo de 1888 Lloyd dio a luz a una hija, Marie (1888-1967). El matrimonio fue en su mayor parte infeliz y Courtenay no le caía bien ni a la familia ni a los amigos de Lloyd. En poco tiempo se volvió adicto al alcohol y al juego y se sintió celoso por la estrecha amistad de su esposa con la actriz de 13 años Bella Burge, a quien Lloyd había alquilado una habitación en la casa del matrimonio. También se enojó con las numerosas fiestas que organizó su esposa para otros miembros de la profesión del music hall, entre ellos Gus Elen, Dan Leno y Eugene Stratton.
En octubre de 1888 regresó tras su baja por maternidad y se unió a los ensayos para la pantomima de 1888-89 The Magic Dragon of the Demon Dell; or, The Search for the Mystic Thyme, en la cual fue seleccionada como la Princesa Kristina. La producción, que se representó entre Boxing Day y febrero en el teatro Britannia en Hoxton, le permitió trabajar cerca de casa durante un período de dos meses. El trabajo también le dio la experiencia que tanto necesitaba de actuar para una gran audiencia. Al año siguiente actuó en más locales bohemios, como el Empire y los teatros Alhambra, Trocadero Palace of Varieties y Royal Standard. En 1889 dio a luz a un niño muerto, lo que dañó aún más su matrimonio.

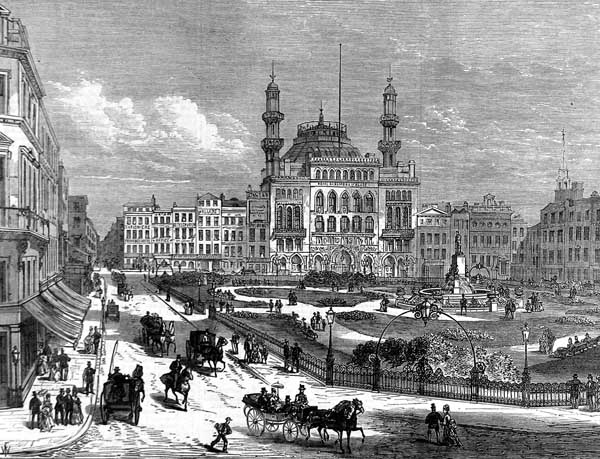
El Alhambra Theatre, Leicester Square, 1874.

A comienzos de la década de 1890 contaba con un exitoso repertorio de canciones, que incluía «What's That For, Eh?», sobre una niña que le pregunta a sus padres el significado de varios objetos domésticos cotidianos. Su biógrafo e historiador de teatro W. J. MacQueen-Pope describió la canción como «azul», y consideró que aumentaba su reputación gracias a su «maravilloso guiño, y esa sonrisa repentina y deslumbrante, y el asentimiento de la cabeza». Le siguieron canciones de estilo similar; «She'd Never had her Ticket Punched Before», por ejemplo, contaba la historia de una mujer joven e ingenua que viajaba sola a Londres en tren. Esta fue seguida por «The Wrong Man Never Let a Chance go By»; «We Don't Want to Fight, But, by Jingo, If we Do»; «Oh You Wink the Other Eye» y «Twiggy Vous», una canción que le supuso un gran éxito y aumentó su popularidad en el extranjero. Después de una actuación nocturna en el Oxford Music Hall, un admirador francés solicitó conocerla y mantener una conversación con ella entre bastidores. Flanqueada por Courtenay, apareció en el acceso al escenario, donde Courtenay amenazó al hombre de forma violenta ya que ambos sospechaban de su interés por ella. Se arriesgó e invitó al hombre a su camerino, donde este se identificó como miembro del gobierno francés y le confirmó que «Twiggy Vous» era «la más popular en París»; Loyd estaba encantada con la noticia. A finales de año regresó a Londres, donde actuó en la pantomima navideña Cinderella en Peckham junto a su hermana Alice.

### Años 1890

#### Drury Lane y el éxito
Entre 1891 y 1893 Lloyd fue contratada por el actor, dramaturgo e impresario Augustus Harris para aparecer junto a Dan Leno en las espectaculares y populares pantomimas navideñas del Theatre Royal de Drury Lane. Mientras almorzaba con Harris en 1891 para discutir su oferta, Lloyd se mostró reticente fingiendo deliberadamente confundir el teatro con un local menos conocido, el Old Mo, para no parecer consciente de la exitosa reputación del Drury Lane, y comparó su estructura con la de una prisión. Realmente estaba encantada con la oferta, por la que recibiría 100 libras semanales. La temporada de pantomimas duró desde el Boxing Day hasta marzo y fue muy lucrativa, pero a ella le pareció restrictivo trabajar con un guion. Su primer papel fue como Princess Allfair en Humpty Dumpty; or, The Yellow Dwarf and the Fair One, que ella desestimó diciendo: «Realmente espantosa, ¿eh?». Recibió críticas variadas por su actuación inicial. The Times la describió como «juguetona en sus gestos, elegante en apariencia, pero sin gran voz». A pesar del flojo comienzo (que Lloyd achacó a los nervios), la pantomima recibió buenas críticas de la prensa teatral. El London Entr'acte consideró que «transmitió su texto de forma bastante mordaz, y también canta y baila con espíritu». Destacó por su baile acrobático en el escenario y pudo ofrecer gestos con las manos, tumbos y patadas al aire. Cuando era niño, el escritor Compton Mackenzie asistió a la noche de estreno de la representación y admitió que estaba «muy sorprendido de que una chica tenga el coraje de dejar que el mundo vea sus bragas tan claramente como Marie Lloyd».
La biógrafa de Lloyd, Midge Gillies, define 1891 como el año en que oficialmente «lo consiguió», gracias a un repertorio de canciones exitosas y grandes éxitos en los music hall y la pantomima. Cuando apareció en el music hall de Oxford en junio, el público aplaudió tan fuerte por su regreso que no se pudo escuchar el siguiente acto; The Era la calificó «la favorita de la hora». Durante los meses de verano realizó una gira por el norte de Inglaterra, visitando ciudades como Liverpool, Birmingham y Mánchester. Se tuvo que quedar seis noches más debido a la demanda popular, lo que provocó que cancelara un viaje a París. La pantomima de 1892 fue Little Bo Peep; or, Little Red Riding Hood and Hop O' My Thumb, en la que representó a Little Red Riding Hood. La producción duró cinco horas y culminó con la representación de la harlequinade. Durante una escena, su capacidad de improvisación causó cierto escándalo cuando se levantó de la cama para rezar, pero en su lugar buscó un orinal. Este hecho molestó a Harris, quien le ordenó no volver a hacerlo o se arriesgaba a ser despedida de inmediato. El escritor y caricaturista Max Beerbohm, que asistió a una representación posterior, dijo: «¿Marie Lloyd no es encantadora y dulce en la pantomima? Pienso en poco aparte de en ella». El 12 de enero de 1892, Lloyd y Courtenay pelearon borrachos en el vestuario de Drury Lane después de la actuación en la sesión de noche de Little Bo-Peep. Courtenay sacó una espada decorativa de la pared y amenazó con cortarle la garganta; ella escapó de la habitación con pequeños hematomas e informó del incidente en la comisaría de policía de Bow Street. A principios de 1893 viajó a Wolverhampton, donde interpretó a Flossie en una obra de poco éxito titulada The A.B.C Girl; or, Flossie the Frivolous, la cual, según MacQueen-Pope, «acabó con la carrera como actriz de la Reina de la Comedia».

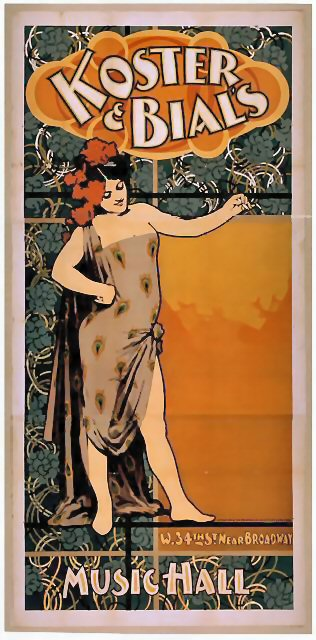
Cartel del Koster and Bial's Music Hall.

Hizo su debut en los escenarios de Estados Unidos en 1893, actuando en el Koster and Bial's Music Hall de Nueva York. Cantó «Oh You Wink the Other Eye», para el deleite de su público estadounidense. Otros números fueron «After the Pantomime» y «You Should Go to France and See the Ladies Dance», que requirieron que utilizara vestuarios provocadores. Sus actuaciones complacieron a los propietarios del teatro, que le obsequiaron con un antiguo servicio de té y café. Las noticias de su éxito llegaron a su país y el London Entr'acte informó que «Miss Marie Lloyd obtuvo el mayor éxito jamás conocido en el salón de variedades de Koster y Bial, Nueva York».
A su regreso a Londres, Lloyd presentó «Listen With the Right Ear», la continuación prevista de «Oh You Wink the Other Eye». Poco después de su regreso, viajó a Francia para firmar un contrato en París. Su biógrafo Daniel Farson dijo que recibió «mayor aclamación que cualquier otra comediante inglesa que la precediera». Cambió la letra de algunas de sus canciones más conocidas para su público francés y las retituló: «The Naughty Continong»; «Twiggy Vous»; «I'm Just Back from Paris» y «The Coster Honeymoon in Paris». En la Navidad de 1893 regresó a Londres para cumplir con su último compromiso con Drury Lane, interpretando a Polly Perkins en Robinson Crusoe. El papel le permitió representar «The Barmaid» y «The Naughty Continong» e interpretar una mazurca con Leno. Hablando con un amigo años después sobre sus compromisos en Drury Lane, admitió que se consideró «la mujercita más orgullosa del mundo».
En mayo de 1894, Courtenay siguió a Lloyd hasta el Empire, en Leicester Square, donde actuaba, e intentó golpearla con un palo, gritando: "¡Te arrancaré los ojos y te arruinaré!" Su agresión no alcanzó a Lloyd, pero en cambio le golpeó a Burge en la cara. Como resultado del incidente fue despedida del Empire por temor a una represalia. Lloyd dejó el hogar marital, se mudó al 73 de Carleton Road, en Tufnell Park, al norte de Londres y solicitó una orden de alejamiento que le fue concedida, lo que impidió que Courtenay contactara con ella. Unas semanas más tarde, Lloyd inició una aventura con el cantante de music hall Alec Hurley, lo que conllevó que Courtenay iniciara el proceso de divorcio en 1894 por adulterio. Ese año, además de una breve gira por las provincias inglesas, viajó a Nueva York con Hurley, donde actuó en el Imperial Theatre, donde permaneció durante dos meses. A su regreso a Inglaterra, actuó en la pantomima navideña de Liverpool como la protagonista principal de Pretty Bo-Peep, Little Boy Blue, and the Merry Old Woman who lived in a Shoe. Su actuación fue elogiada por la prensa, que la calificó como «deliciosamente natural, elegante y dueña de sí misma».

#### Reputación de 'picante' y giras trasatlánticas

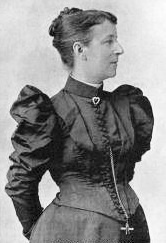
Laura Ormiston Chant.

Hacia 1895 sus por entonces consideradas atrevidas canciones recibían críticas frecuentes de críticos de teatro y feministas influyentes. Como resultado, a menudo se tuvo que enfrentar a la resistencia de la estricta censura teatral que persistió durante el resto de su carrera. A la escritora y feminista Laura Ormiston Chant, miembro de la Social Purity Alliance (Alianza de Pureza Social), no le gustaba la obscenidad de las representaciones de music hall y creía que estos lugares resultaban atractivos para las prostitutas. Su campaña persuadió al Concejo del Condado de Londres de levantar pantallas gigantes entre el paseo circundante y el Empire Theatre en Leicester Square, como parte de las condiciones de la renovación de su licencia. Las pantallas no fueron muy populares y una multitud de personas, entre ellos un joven Winston Churchill, acabaron derribándolas. En noviembre de ese mismo año, Lloyd interpretó en el Tivoli Theatre «Johnny Jones», una tonadilla sobre una niña a quien su mejor amigo le enseñaba la realidad de la vida. La canción, aunque no líricamente obscena, se consideraba en gran medida ofensiva debido a la forma en que ella la cantaba, añadiendo guiños y gestos que creaban una relación de conspiración con su público. Los reformadores sociales consideraron «Johnny Jones» ofensiva, aunque menos en comparación con otras canciones del momento. Tras la expiración de la licencia de entretenimiento de una sala de music hall, el Comité de Licencias intentó usar el contenido lírico de las canciones del music hall como prueba en contra de la renovación. Como resultado, se convocó a Lloyd para representar algunas de sus canciones frente a un comité del consejo. Cantó «Oh! Mr Porter» (compuesta para ella por George Le Brunn), «A Little of What You Fancy» y «She Sits Among the Cabbages and Peas», que retituló «I Sits Amongst the Cabbages and Leeks» después de algunas protestas. Los temas fueron cantados de tal manera que el comité no encontró ninguna razón para considerar nada malo en ellos. Pero, sintiéndose disgustada por la interferencia del consejo, interpretó entonces la balada de Alfred Tennyson «Come into the Garden, Maud» y ofreciendo miradas lascivas y codazos para ilustrar cada insinuación. El comité quedó atónito por la representación, pero ella argumentó después que la indecencia estaba «solo en la mente".

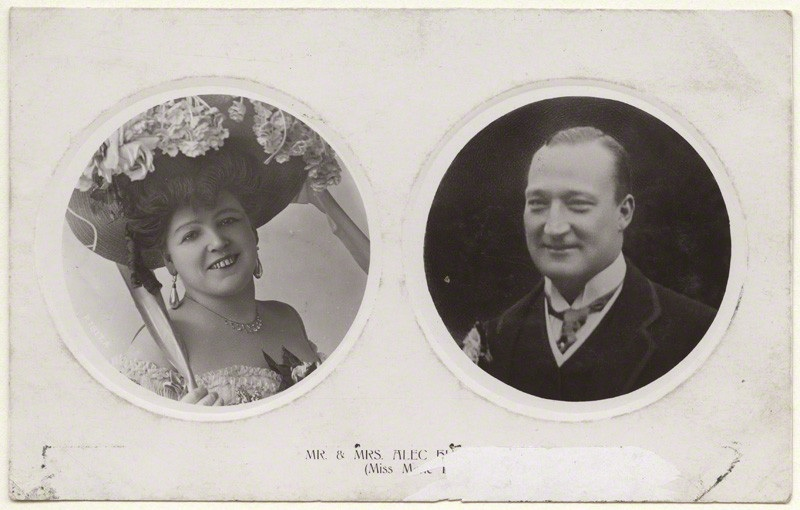
Lloyd con Alexander Hurley, su segundo esposo.

Aunque compartían puntos de vista similares en cuestiones políticas, Lloyd y Chant tenían opiniones opuestas sobre el espectáculo del music hall, y la prensa las consideró erróneamente como enemigas. Un inspector que emitió un informe sobre una de las actuaciones de Lloyd en el music hall de Oxford consideró que el texto de las canciones estaba bien pero sus gestos cómplices, miradas, sonrisas y sus guiños sugerentes al público insinuaban lo contrario. Las restricciones impuestas a las salas de music hall estaban empezando a afectar al negocio y muchas se vieron amenazadas con el cierre. Para evitar el malestar social, el consejo de Hackney eliminó las restricciones a las licencias el 7 de octubre de 1896. En 1896 viajó a Sudáfrica con su hija, que actuó como Little Maudie Courtenay en el mismo número que su madre. Lloyd llamó la atención de Barney Barnato, un empresario británico responsable de la extracción de diamantes y oro sudafricano. Barnato le prodigó regalos con intención de cortejarla, pero sus intentos no tuvieron éxito, aunque los dos continuaron siendo amigos hasta su muerte en 1897. La gira fue un triunfo para Lloyd y sus canciones se hicieron populares entre el público sudafricano. Interpretó «Wink the Other Eye», «Twiggy-Vous», «Hello, Hello, Hello», «Whacky, Whacky, Whack!», «Keep Off the Grass», y «Oh! Mr Porter». Al finalizar la gira de dos meses por el país, regresó a Londres satisfecha por el éxito conseguido.

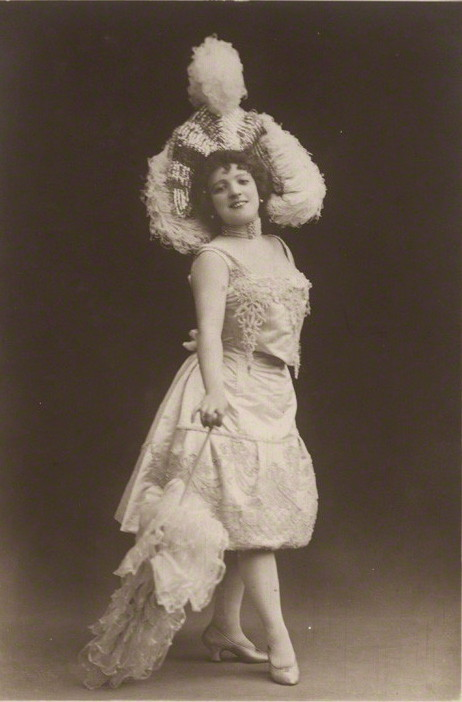
Imagen de Lloyd en el escenario en los años 1890.

Al año siguiente viajó a Nueva York, donde volvió a actuar en el Koster & Bial's Music Hall. Su primera canción era sobre una mujer joven que carecía de confianza para encontrar un pretendiente. El estribillo, «Not for the very best man that ever got into a pair of trousers», resultó graciosísima; The Era observó que la frase «resultó inmensamente divertida para el público». A continuación interpretó una canción sobre una doncella francesa que parecía pequeña e inocente a primera vista, pero resultó no ser así. The Era describió al personaje como «no tan recatado como parecía, porque demostró a la audiencia que 'sabía mucho sobre esas pequeñas cosas delicadas que no le enseñan a una niña en la escuela'». Le siguieron muchas otras canciones que tuvieron muy buena acogida. Al final de cada actuación recibía obsequios del público, como ramos y arreglos florales. The Era comentó que «el ingenioso trabajo de interpretación de la señorita Lloyd, su versatilidad y sus incansables esfuerzos por complacer fueron recompensados con un merecido éxito». Después de la gira regresó a Londres y se mudó a Hampstead con Hurley. Esa Navidad, actuó en una pantomima, esta vez en el Crown Theatre en Peckham, en una representación de Dick Whittington en la que interpretó el papel principal y en la que cantó «A Little Bit Off the Top», que MacQueen-Pope describe como «una de las canciones de pantomima del año»; The Music Hall and Theatre Review fue igualmente halagador, escribiendo: «¡Repertorio brillante, vestidos encantadores, una personalidad única!» Durante el período navideño de 1898-99 regresó al Crown, donde fue protagonista de un espectáculo en el que representó Dick Whittington. El espectáculo culminó con una canción de la cantante Vesta Victoria y una pieza corta titulada The Squeaker, protagonizada por Joe Elvin.

### Años 1900
En febrero de 1900, Lloyd fue la estrella de otro espectáculo en el Crown Theatre en Peckham. Entre las estrellas que participaron estaban Kate Carney, Vesta Tilley y Joe Elvin, que actuaron antes de la obra principal, Cinderella, protagonizada por Lloyd, su hermana Alice, Kittee Rayburn y Jennie Rubie. El mismo año, aunque su divorcio no se había formalizado todavía, se fue a vivir con Hurley a Southampton Row, Londres. Hurley, un conocido cantante ambulante, compartió cartel con Lloyd en muchas representaciones; su naturaleza tranquila contrastaba con la agresiva personalidad de Courtenay. Lloyd y Hurley participaron en una gira por Australia en 1901, donde actuaron en el Harry Rickards Opera House en Melbourne el 18 de mayo, representando su propia versión de «The Lambeth Walk». Después de la exitosa gira de dos meses de duración, ambos regresaron a Londres y ella actuó en la única revista de su carrera, The Revue, obra de Charles Raymond y Phillip Yorke, con letra de Roland Carse y música de Maurice Jacobi. Se representó en el Tivoli Theatre, como celebración de la coronación del rey Eduardo VII. Su divorcio de Courtenay se formalizó el 22 de mayo de 1905 y se casó con Hurley el 27 de octubre de 1906. Hurley, aunque eufórico con su reciente éxito en Australia, empezó a sentirse marginado por la popularidad de su esposa. MacQueen-Pope cree que «[Hurley] era un planeta que se había casado con una estrella. Se estaba sembrando la semilla del desastre».

#### La huelga delmusic hallde 1907

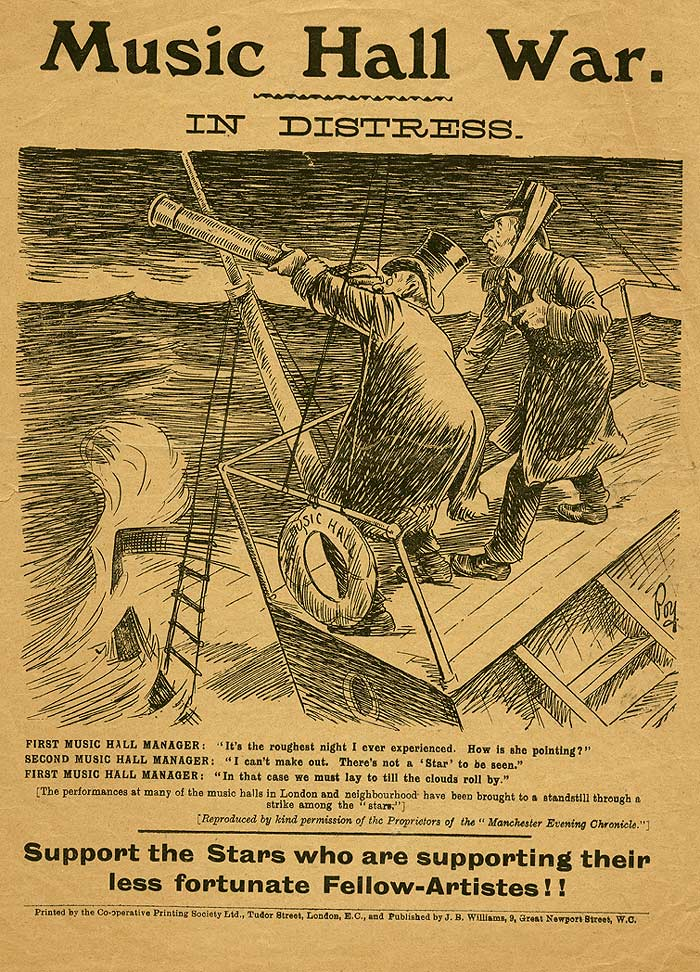
Cartel solicitando apoyo para la «Guerra del music hall» de 1907.

Poco después de su matrimonio con Hurley, Lloyd fue a Bournemouth para recuperarse del agotamiento, aunque en cuestión de días ya estaba de vuelta actuando en Londres. Desde los inicios del nuevo siglo, los artistas de los music hall y los directores de teatro habían estado en desacuerdo en temas como las condiciones de trabajo, la reducción en los salarios y beneficios y el incremento en el número de funciones matinales. La primera ruptura importante fue una huelga en 1906, iniciada por la Federación de Artistas de Variedades. Al año siguiente, comenzó la que se conoció como «Guerra del music hall», en la que la federación luchó por más libertad y mejores condiciones de trabajo en nombre de los artistas del music hall. Aunque era lo suficientemente famosa como para cobrar sus propios honorarios, Lloyd apoyó la huelga, formó parte de piquetes de huelguistas y colaboró generosamente con la caja de resistencia. Para levantar el ánimo, a menudo se la veía en piquetes y participaba en funciones de recaudación de fondos en el Scala Theatre. La disputa terminó ese mismo año con una resolución muy favorable para los artistas. En 1909 actuó en el Gaiety Theatre de Dundee, donde un crítico de The Courier señaló: «Su brillante sonrisa y su fascinante presencia tienen mucho que ver con su popularidad, mientras que sus canciones son de estilo pegadizo, tal vez no del que está familiarizado el público de Dundee, pero sin embargo divertido y de un estilo atractivo».

#### Relación con Bernard Dillon

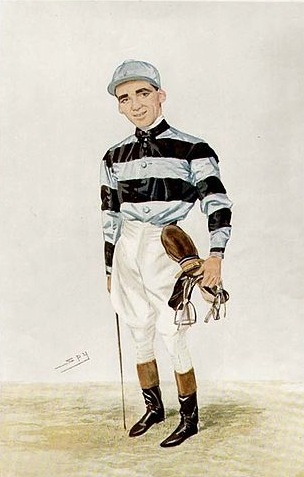
Caricatura de Bernard Dillon en el número del 12 de septiembre de 1906 de Vanity Fair.

A pesar de sus problemas matrimoniales, realizó una gira por Estados Unidos con Hurley en 1908. Estaba ansiosa por igualar el éxito de su hermana Alice, que se había hecho muy popular en el país unos años antes. En 1910 la relación de Marie con Hurley había terminado, debido en parte a sus interminables fiestas y su creciente amistad con el jockey Bernard Dillon, ganador del Derby de Epsom de 1910. Lloyd y el joven deportista comenzaron una pública y apasionada aventura. Por primera vez su vida privada eclipsó su carrera profesional. Raramente fue mencionada en la prensa teatral en 1910 y cuando actuó sus representaciones no fueron de las mejores. El escritor Arnold Bennett, que la había visto actuar en el Tivoli en 1909, admitió que «no podía ver el ingenio legendario en la vulgaridad de Marie Lloyd» y tachó sus canciones de «variaciones de un mismo tema de picardía sexual». Al igual que con Courtenay años antes, al tímido y retraído Dillon le resultaba difícil adaptarse al recargado y sociable estilo de vida de Lloyd. El éxito de Dillon en los hipódromos fue breve. En 1911, fue expulsado del Jockey Club por pedir prestadas 660 £ para apostar a sus propios caballos como ganadores. Los caballos de Dillon perdieron y terminó endeudado con los entrenadores. Se sintió celoso de la exitosa vida de Lloyd como foco de atención pública. La depresión lo condujo a la bebida y la obesidad y comenzó a abusar de ella. Mientras tanto, Hurley había iniciado un proceso de divorcio, cuya tensión llevó a Lloyd a beber mucho, lo que a su vez terminó con su carrera teatral. Lloyd dejó el hogar conyugal en Hampstead y se mudó a Golders Green con Dillon, un paso que MacQueen-Pope describe como «lo peor que hizo nunca».

### Últimos años
En 1912 un nuevo espectáculo en Londres quería reunir a los mejores talentos del music hall del momento. El Royal Command Performance tuvo lugar en el Palace Theatre, dirigido por Alfred Butt y organizado por Oswald Stoll, un impresario australiano que administraba una serie de teatros del West End y provinciales. Aunque era admirador de Lloyd, a Stoll no le gustaba la vulgaridad de sus actuaciones y era partidario de regresar a un ambiente más familiar en los salones de music hall; por ello y por su participación en la «Guerra del music hall», no la incluyó entre los participantes. Puso un anuncio en The Era el día de la presentación advirtiendo que «no se permite la tosquedad y la vulgaridad, etc. ... esta indicación se hace necesaria solo para unos pocos artistas». En represalia, Lloyd organizó su propio espectáculo en el London Pavilion anunciando que «cada una de sus actuaciones fue un mandato por orden del público británico». Interpretó «One Thing Leads to Another», «Oh Mr Porter» y «The Boy I Love Is up in the Gallery» y fue aclamada por la crítica como «La reina de la comedia». Ese mismo año viajó a Devon, donde actuó en el Hipódromo de Exeter con gran éxito. The Devon and Exeter Gazette informó que su representación de «Every Movement Tells a Tale» fue «disfrutada al máximo» por la audiencia y «[recibió] ronda tras ronda de aplausos». El periódico también elogió su recital de «Cockney girl's honeymoon in Paris», que fue acogida con «grandes carcajadas».

#### Escándalo en Estados Unidos
En 1913 fue contratada por el Orpheum Syndicate para actuar en el New York Palace Theatre. Ella y Dillon zarparon en el RMS Olympic como Mr y Mrs Dillon y fueron recibidos en el puerto estadounidense por su hermana Alice, que residía en el país desde hacía muchos años. A su llegada se les negó la entrada cuando las autoridades descubrieron que no estaban casados, a pesar de haberlo declarado así en su solicitud de visado de entrada. Fueron detenidos y amenazados con la deportación por el delito de «atentado contra la moral» y fueron enviados a la Isla Ellis mientras se llevaba a cabo una investigación. Dillon fue acusado conforme la Ley de esclavos blancos por intentar llevar al país a una mujer que no era su esposa, y Lloyd fue acusada de ser un agente pasivo. Tras una detallada investigación, una fianza de 300 |$ cada uno y la condición impuesta de que vivirían separados mientras estaban en Estados Unidos, se permitió que la pareja permaneciera en el país hasta marzo de 1914. Más tarde Alice declaría que «la indignidad de esa experiencia [mientras estuvo bajo custodia] llegó al corazón de Marie de una manera tal que nunca sobrellevó. No soportaba hablar de esas espantosas veinticuatro horas».

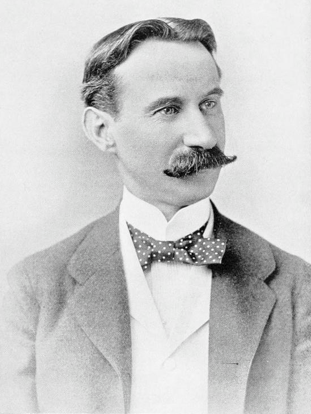
Edward Albee, organizador del último viaje de Lloyd a Estados Unidos.

A pesar del incidente la gira fue un éxito, y actuó en teatros repletos por todo Estados Unidos. Su representación incluía las canciones «The Tiddly Wink», «I'd Like to Live in Paris All the Time (The Coster Girl in Paris)» y «The Aviator». Los números fueron muy populares, en parte debido a la americanización de las letras de cada canción. A nivel personal su estancia en Estados Unidos fue miserable y se vio empeorada por el creciente maltrato doméstico que recibió de Dillon. Los abusos le hicieron perder varias actuaciones importantes, lo que enfureció al gerente del teatro, Edward Albee, quien la amenazó de demanda por incumplimiento de contrato. Ella afirmó que la dolencia le dificultaba el desempeño de sus actuaciones y protestó por la situación de su facturación. La prensa teatral no estaba convencida. The New York Telegraph especuló: «En círculos de vodevil se cree que sus relaciones domésticas están en el fondo de sus ataques de temperamento». En Inglaterra, Hurley había muerto de pleuritis y neumonía el 6 de diciembre de 1913. Lloyd se enteró de la noticia mientras actuaba en Chicago y envió una corona con una nota que decía «hasta que nos volvamos a encontrar». Según The Morning Telegraph ella dijo: «Con el debido respeto a los muertos, puedo decir alegremente que es la mejor noticia que he escuchado en muchos años, porque significa que Bernard Dillon y yo nos casaremos tan pronto como termine este desafortunado año». Se casaron el 21 de febrero de 1914; la ceremonia tuvo lugar en el consulado británico en Portland, Oregón. Cuando terminó la gira, ella comentó: «Nunca olvidaré la humillación a la que he sido sometida y nunca volveré a cantar en Estados Unidos, sin importar lo elevado que sea el salario que ofrezcan».

#### Primera Guerra Mundial y últimos años
El matrimonio regresó a Inglaterra en junio de 1914. Lloyd realizó una gira provincial por Liverpool, Aldershot, Southend, Birmingham y Margate y terminó la temporada de verano en el London Hippodrome. Cantó «The Coster Honeymoon in Paris» y «Who Paid the Rent for Mrs Rip Van Winkle?», canción esta última que había sido recibida particularmente bien por el público estadounidense. Dos semanas después Gran Bretaña entraba en guerra, lo que afectó enormemente al mundo del music hall. El ambiente en los salones de variedades de Londres se había vuelto patriótico y los propietarios de los teatros a menudo celebraban eventos benéficos para colaborar con el esfuerzo bélico. Lloyd colaboró y visitó con frecuencia los hospitales, como el Ulster Volunteer Force Hospital en Belfast, donde se relacionó con los soldados heridos. También recorrió fábricas de municiones para ayudar a aumentar la moral, aunque no recibió reconocimiento oficial por su trabajo. Durante 1914 obtuvo éxito con «A Little of What You Fancy», que los críticos consideraron que captó perfectamente su vida hasta ese momento; la canción trata sobre una mujer de mediana edad que alienta a la generación más joven a divertirse. Durante la actuación se representa a una joven pareja que se abraza y se besa en un vagón de tren, mientras ella se sienta y recuerda sus experiencias de como ella hacía lo mismo en el pasado.
En enero de 1915 actuó en el Crystal Palace, donde entretuvo a más de diez mil soldados. A finales de ese año, interpretó su única canción de guerra, «Now You Got Your Khaki On», compuesta para ella por Charles Collins y Fred W. Leigh, que trata sobre una mujer que encontraba el uniforme del ejército sexy y pensaba que llevarlo puesto hacía que un caballero medio barrigón pareciera un soldado musculoso. Su hermano John apareció con ella en el escenario vestido como un soldado y ayudó a caracterizar la tonadilla. Después cantó las ya muy conocidas «If You Want To Get On in Revue», que mostraba a una joven que ofrecía favores sexuales para promocionar su carrera teatral y «The Three Ages of Woman», que ofrecía una mirada crítica hacia los hombres desde la perspectiva de una mujer. Pocas veces estuvo de gira durante la guerra, pero actuó brevemente en Northampton, Watford y Nottingham en 1916. A finales de ese año sufrió un ataque de nervios que ella achacó a su frenética carga de trabajo y una reacción tardía a la muerte de Hurley. Durante el período bélico su imagen pública se deterioró. Su biógrafa Midge Gillies cree que su relación violenta con Dillon y los desaires profesionales con el público habían hecho sentirse a la cantante como «la madre de alguien, en lugar de su novia».

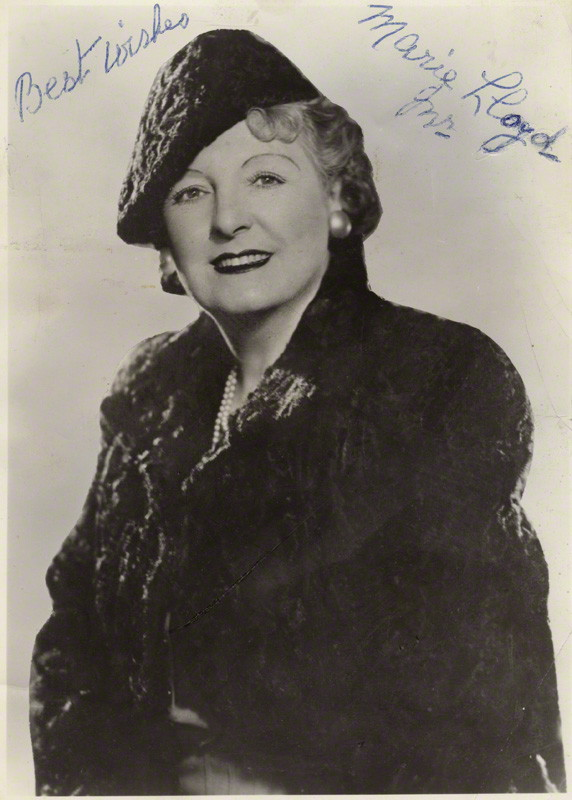
Su hija, Marie Lloyd Jr. (1888-1967).

En julio de 1916 Dillon fue reclutado por el ejército, pero no le gustaba la disciplina de la vida militar y solicitó la exención basándose en que tenía que cuidar de sus padres y cuatro hermanos, pero su solicitud fue rechazada. Posteriormente hizo un nuevo intento, tratando de convencer a los oficiales del ejército de que era demasiado obeso para llevar a cabo tareas militares. En las raras ocasiones en que a Dillon se le permitía ir a su casa de permiso, solía disfrutar de sesiones de bebida. Una noche, Bella Burge, amiga de Lloyd, quedó impactada ante la puerta de entrada al encontrarse con Lloyd histérica, cubierta de sangre y moretones. Cuando le pidió que explicara qué había causado sus heridas, afirmó que había sorprendido a Dillon en la cama con otra mujer y que había tenido un enfrentamiento con su esposo. En 1917 el problema con la bebida de Dillon había empeorado. Ese junio dos agentes de policía acudieron a la casa de Lloyd y Dillon en Golders Green después de que Dillon atacara en estado ebrio a su esposa. La policía entró en la casa y encontró a Lloyd y a su doncella acurrucadas debajo de una mesa. Dillon se enfrentó a los policías y agredió a uno de ellos, lo que le supuso que fuera llevado a juicio, multado y sentenciado a trabajos forzados durante un mes. Ella también comenzó a beber para huir del trauma de su maltrato doméstico. Ese año ganaba 470 £ por semana actuando en salones de music hall y haciendo apariciones especiales. En 1918 se había hecho popular entre los soldados estadounidenses radicados en Gran Bretaña, pero no había logrado captar el espíritu de sus homólogos ingleses, y comenzó a sentirse marginada por sus conciudadanos; Vesta Tilley había llevado a cabo una campaña de reclutamiento muy exitosa en el gremio y otros artistas del music hall habían sido honrados por la realeza. Al año siguiente, interpretó quizás su canción más conocida, «My Old Man (Said Follow the Van)», escrita para ella por Fred W. Leigh y Charles Collins. La canción representa a una madre que huye de su casa para evitar al arrendador. La letra reflejaba las dificultades de la vida de la clase trabajadora en Londres a principios del siglo XX y le dieron la oportunidad de vestir al personaje con un traje desgastado y un canotier negro, mientras llevaba una jaula de pájaros.
En julio de 1919 de nuevo quedó relegada de la lista de participantes en la Royal Variety Performance, que rindió homenaje a los actos que ayudaron a recaudar dinero y aumentar la moral durante los años de la guerra. Estaba desolada por el desaire y se mostró resentida con sus rivales que habían recibido el reconocimiento. Su biógrafa Midge Gillies la comparó con una «vieja y talentosa tía a quien se le debe permitir tener su turno al piano a pesar de que todo el mundo realmente quiere jazz o ir al Picture Palace». Hizo una gira en Cardiff en 1919 y en 1920 ganaba 11 000 £ al año.] A pesar de estos elevados ingresos vivía por encima de sus posibilidades, con una imprudente tendencia a gastar dinero. Era famosa por su generosidad, pero no podía diferenciar entre los necesitados y aquellos que simplemente explotaban su bondad. Sus extravagantes gustos, una acumulación de demandas de gerentes de teatro descontentos, la incapacidad de ahorrar dinero y el generoso apoyo financiero a amigos y familiares, tuvieron como consecuencia que tuviera graves problemas económicos durante los últimos años de su vida.

### Declive y muerte
En 1920 compareció dos veces en el juzgado de Hendon y declaró que había sufrido abusos de Dillon. Poco después se separó de él y, como resultado, sufrió una depresión. Cuando los abogados le preguntaron cuántas veces la había agredido Dillon desde la Navidad de 1919, ella respondió: «No puedo decirle, hubo tantas [ocasiones]. Ha sucedido durante años, una y otra vez, siempre que está borracho». Por entonces se estaba volviendo cada vez de menos confianza en el escenario; actuó en un teatro en Cardiff durante apenas seis minutos antes de ser retirada por personal del teatro. Durante la actuación parecía aturdida y confundida y tropezó con el escenario. Ella era consciente de sus pobres actuaciones y frecuentemente lloraba entre representaciónes. Virginia Woolf estuvo entre el público en el Bedford Music Hall el 8 de abril de 1921 y la describió como «apenas capaz de caminar, moverse, vieja, desvergonzada».
En abril de 1922 se desmayó en su camerino después de cantar «The Cosmopolitan Girl» en el Gateshead Empire en Cardiff. Su médico le diagnosticó agotamiento y volvió al escenario en agosto. Su voz se debilitó y redujo su actuación a un tiempo de ejecución mucho más corto. Su biógrafa Naomi Jacob cree que Lloyd estaba «envejeciendo, y estaba decidida a mostrarse ante su público como realmente era ... una mujer vieja, de cara gris y cansada». El 12 de agosto de 1921 no se presentó en el London Palladium, prefirió quedarse en casa y escribir su testamento.
A principios de 1922 se fue a vivir con su hermana Daisy para ahorrar dinero. El 4 de octubre, en contra de los consejos de su médico, actuó en el Empire Music Hall de Edmonton, al norte de Londres, donde cantó «I'm One of the Ruins That Cromwell Knocked About a Bit». Su actuación fue floja y se mantuvo inestable en el escenario, llegando incluso a caerse. Su actuación errática y breve resultó hilarante para el público, que pensó que era parte de la actuación. Una semana más tarde, mientras actuaba en el Alhambra Theatre, subió enferma al escenario y más tarde la encontraron en su camerino paralizada por el dolor, quejándose de calambres estomacales. Esa noche regresó a casa, donde murió de insuficiencia cardíaca y renal tres días después, a los 52 años de edad. Más de 50 000 personas asistieron a su funeral en el cementerio de Hampstead el 12 de octubre de 1922. Lloyd estaba sin un céntimo en el momento de su muerte y su patrimonio, que ascendía a 7334 £, ayudó a pagar las deudas en las que ella y Dillon habían incurrido a lo largo de los años.
Al mes siguiente, T. S. Eliot afirmó en la revista The Dial: «Entre [el] pequeño número de intérpretes de music-hall, cuyos nombres son familiares entre la denominada clase baja, Marie Lloyd era receptora del mayor afecto popular.» Su biógrafo y amigo MacQueen-Pope creía que Lloyd estaba «yendo cuesta abajo por su propia voluntad. La afección era incurable, algunos podrían llamarla angustia, tal vez un diagnóstico menos sentimental es la desilusión». El imitador Charles Austin le rindió homenaje diciendo: «Perdí a una vieja amiga y el público perdió a su mayor favorito de los escenarios, uno que nunca podrá ser reemplazado.»